# Локалитет Срнећи поток—Татарица
Локалитет Срнећи поток—Татарица је локалитет у режиму заштите I степена, површине 36,03ha, у јужном делу НП Фрушка гора.
Налази се у ГЈ 3803 Врдник-Моринтово, одељење 50 (одсеци „а”, „б”, „ц” и „д”) и 84. Локалитет чине шумски екосистеми различитих китњакових и букових типова шума. Представља значајно станиште птица, посебно Орла крсташа који се и гнездио на овом подручју.